# Lianenspringer von Pentecost

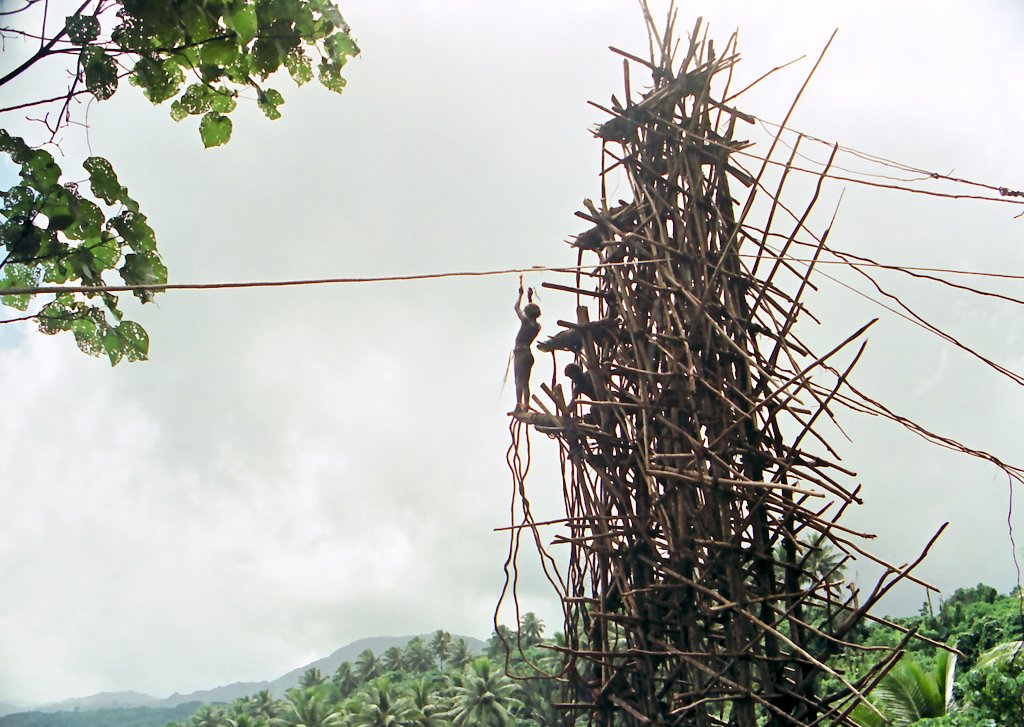
Der Absprungturm

Die Lianenspringer von Pentecost gehören zum Volk der Sa und gelten als indirekte Erfinder des modernen Bungee-Springens. Jedes Jahr zwischen April und Juni stürzen sie sich auf der zu Vanuatu gehörenden Insel Pentecost von hohen Sprungtürmen in die Tiefe, nur gesichert durch Lianen. Die Sa gehören kulturell und phänotypisch zu den Melanesiern.

## Bezeichnungen
Das Springen ist heute allgemein unter dem Namen „Naghol“ bekannt. Naghol ist ein Bislama-Wort und damit eigentlich eine falsche Bezeichnung. In der Sprache der Sa selbst heißt die Veranstaltung gol und leitet sich wahrscheinlich von kolan („Spiel“) ab.
Der Sprungturm heißt tarbe (oder tarbegol), was wörtlich übersetzt so viel bedeutet wie „der Körper (tarbe) des Spiels (gol)“ oder „der Körper des Spielzeugs“. 
Die einzelnen Teilbereiche des Turmes werden wie Körperteile des Menschen benannt. Betrachtet man den Turm von vorne, so sieht man mehrere übereinandergestaffelte Ebenen von Sprungbrettern, denen entsprechende Körperbereiche zugewiesen sind: Fuß, Knie, Unterleib, Brust, Brustwarze, obere Brust, unter den Armen, Kehle, Schulter, Kopf. Die Seiten des Turmes nennt man si gol („die Seiten des Spiels“), die vier Ecken sin teban („zusammengebundene Ecken“), die Rückseite alu gol („der Rücken des Spiels“), das Innere des Turmes lon te gol („im Inneren des Spiels“). Das Sprungbrett wird ba gol genannt („Frucht des Spiels“). Die mittlere, größte der das Sprungbrett stützenden drei Abstrebungen beim gol abri heißt wichin („Penis“), die beiden äußeren nennt man sinbwel ankennen („Schamlippen“).

### Geschichte
Ein Mythos besagt, dass eine junge Frau aus Pentecost von ihrem eifersüchtigen Mann verfolgt wurde. Verzweifelt erklomm sie einen hohen Baum, doch er folgte ihr, bis sie die Spitze erreichte, und da er ihr dicht auf den Fersen war, sprang sie in die Tiefe – in den vermeintlich sicheren Tod. Als ihr Mann dies sah, sprang er ihr hinterher, da er ohne sie nicht mehr leben wollte. Die Frau jedoch hatte ihn getäuscht und schnell Lianen um ihre Knöchel gebunden. Während ihr Mann starb, retteten sie diese Lianen.

### Ablauf

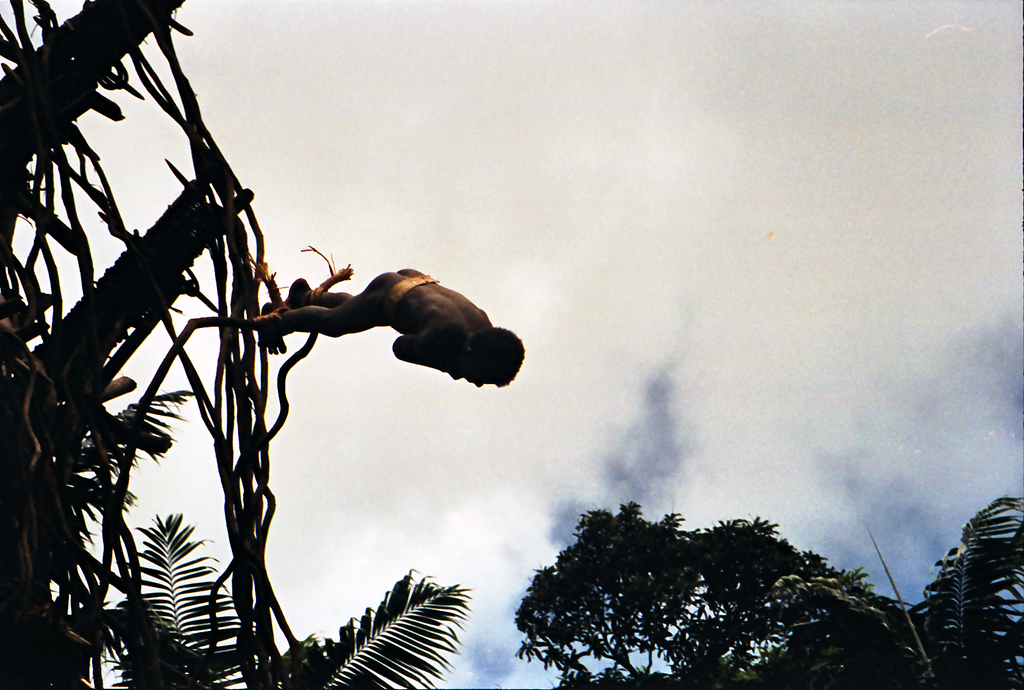
Kurz nach dem Absprung

Mehrere Wochen vor dem Tag des eigentlichen Springens wird ein 15 bis maximal 30 Meter hoher Turm aus Holz errichtet. Rückgrat des Turmes bildet ein Baum, meist eine Kokospalme, die von allen Ästen bzw. Wedeln befreit wird. Die Äste des Turmes werden durch Lianen und weichgeklopfte Rindenstreifen miteinander verbunden. Zur besseren Stabilität des Bauwerks werden zusätzlich Lianen zu umliegenden Bäumen gespannt. Beim Bau des Turmes dürfen keine Frauen zusehen oder teilnehmen. Am Tag vor dem Sprung befestigen die Springer ihre Plattformen im Turm. Dabei ist es keinesfalls so, dass die jüngeren Männer ausschließlich von unten und die älteren Männer ausschließlich von oben springen. Eine festgelegte Reihenfolge gibt es hier nicht.
An den Tagen kurz vor dem Sprung bereiten die Springer ihre zwei Lianen vor, deren Dicke sich nach dem Gewicht der Springer bemisst. Lediglich die unteren vierzig Zentimeter werden kurz vor dem Sprung aufgefasert, damit sich die Fasern besser um die Knöchel binden lassen.
Am Tag des Sprunges sind auch die Frauen zugegen. Die Teilnehmer werden durch Gesänge und rhythmisches Stampfen angefeuert.
Die Springer erklimmen daraufhin ihre Plattformen und binden die Lianen an diese sowie an ihren Fußknöcheln fest. Die Teilnehmer mit der niedrigsten Sprunghöhe beginnen, und am Abschluss springt der Teilnehmer von der höchsten Plattform aus maximal 30 Metern Höhe.
Die Behauptung, die Springer müssten am Ende des Sprunges möglichst mit dem Kopf auf dem Erdboden aufschlagen, wird zwar immer wieder einmal vorgebracht, ist aber nicht belegt und wird auch von den Sa selbst zurückgewiesen.

### Sinn
Man findet – ausgehend von einem Beitrag von Irving und Electa Johnson in einem Beitrag für National Geographic (1955) –  Hinweise darauf, dass die Sprünge eine reiche Yamswurzel-Ernte garantieren sollen und auch ein Initiationsritual für junge Männer bilden. Diesen Aussagen wird unter anderem von Thorolf Lipp (siehe Literatur) klar und wohlbegründet widersprochen.
Gegen ein Initiationsritual sprechen mehrere Aspekte: Es springen nicht nur junge Männer im typischen Initiationsalter, sondern auch ältere Männer, sodann ist eine Teilnahme am Sprung keine Pflicht, und es werden auch keine sozialen Nachteile für diejenigen beobachtet, die nicht gesprungen sind.
Lipp stellt im Schlusswort seiner Studie fest, dass es sich bei dem Springen um ein „riskantes Spektakel“ handelt, bei dem Männlichkeit dargestellt wird und das für die Teilnehmer Möglichkeiten zum sozialen Aufstieg bietet. In neuerer Zeit kommt auch der wirtschaftliche Aspekt des Gol-Tourismus hinzu. Für weitergehende Deutungen muss auf die Literatur verwiesen werden.

### Tourismus
Spätestens seit den 1950er Jahren gibt es Gol-Tourismus, heute vor allem zwischen Mai und Juni auf der leichter zugänglichen Westseite der Insel Pentecost. Das Gol ist heute nicht mehr authentisch, sondern weitestgehend folklorisiert und ökonomisiert. Es werden Eintrittsgelder von 100 Euro für einfache Zuschauer und bis zu 10.000 Euro für professionelle Filmteams verlangt.